# Nico Elsker
Nico Elsker, nombre artístico de Nicolás Otero, es un drag king, performer, actor y animador español.

## Primeros años
Nico se graduó en interpretación textual en la Escuela Superior de Arte Dramático de Galicia.

## Carrera
Comenzó su carrera en el drag en el año 2014, trabajando en la compañía de teatro drag Marinita y sus Maromas. Nico comenzó a actuar como drag king a través de su transición de género como hombre trans.

Me fascinaba cómo el cuerpo femenino utilizaba herramientas de caracterización para transformarse en cuerpos masculinos. En aquel momento pensar en hormonas era ciencia ficción para mí casi, entonces lo llevaba a la performance, a ser actor

Tras su experiencia en el teatro comenzó a actuar en music holes y cabarets locales en Galicia, colaborando además con el transformista vigués Cristian de Samil. Si bien comenzó en 2014, Nico relata que en esta época no existía visibilidad ninguna acerca de la cultura drag king en España, por lo que inicialmente desempeñó su actividad sin referentes locales.
Compitió en 2018 en el concurso Noite Drag, organizado por Nós mesmas, una asociación de Vigo para la lucha de las mujeres lesbianas, bisexuales y trans. Un año después actuó en Pontevedra con motivo del espectáculo drag "Marikas x la fiesta".
El 14 de julio de 2022 actuó en el teatro DT Espacio Escénico de Madrid como parte del espectáculo 'Cabaret Drag King', junto con los también artistas Chile Güero, Hapi Hapi, Toñito Man Xao, Marcus Massalami y Aytor Menta. En agosto de ese mismo año presentó la pieza teatral Contos invertidos en el Teatro Gorrilla.
Desde 2022 Elsker forma parte de la organización de la Gala Drag King de Vigo, pionera en España en este ámbito.

## Vida personal
Elsker es un hombre transgénero.